# Zeuctoboarmia plantei
Zeuctoboarmia plantei är en fjärilsart som beskrevs av Claude Herbulot 1981. Zeuctoboarmia plantei ingår i släktet Zeuctoboarmia och familjen mätare. Inga underarter finns listade i Catalogue of Life.